# Franck Reynier
Franck Reynier, né le 20 octobre 1965 à Montélimar (Drôme), est un homme politique français membre du Mouvement radical (MR).
Maire de Montélimar et président de la communauté d'agglomération de Montélimar de mars 2001 à juillet 2020. Il est aussi député de la 2e circonscription de la Drôme de 2007 à 2017.
Franck Reynier est également délégué général de l'UDI de 2014 à 2017, année où il rejoint le Mouvement radical.

## Biographie

### Études et carrière professionnelle
Né à Montélimar, Franck Reynier y effectue toute sa scolarité. En 1987, il obtient un brevet de technicien supérieur en informatique. À la fin de ses études, il intègre l'entreprise Microtex Informatique en qualité d'analyste programmeur. En 1990, il devient responsable micro-informatique et réseaux à Groupama Sud. Il quitte ses fonctions en juin 2008.

### Maire de Montélimar
Issu de la société civile, Franck Reynier se lance en politique en 1995 aux côtés de Thierry Cornillet. Il devient alors conseiller municipal chargé du commerce à la mairie de Montélimar. Il est nommé, quatre ans plus tard, adjoint au maire chargé de l'urbanisme et des travaux avec le nouveau maire André Orts.
Franck Reynier est élu maire de Montélimar en mars 2001, à l'âge de 35 ans.
Le magazine Challenges publie, le 21 février 2008, les performances des maires des villes de plus de 10 000 habitants,. La gestion de Franck Reynier et de son équipe municipale est récompensée de deux étoiles sur un maximum de trois, ce qui place Montélimar à la première place dans le département de la Drôme.
Le 9 mars 2008, Franck Reynier, à la tête de la seule liste de droite, arrive largement en tête du premier tour de scrutin avec 48,5 % des voix. Une semaine plus tard, la liste qu'il conduit l'emporte avec 52,07 % des suffrages exprimés face à la liste d'union de la gauche mené par Catherine Coutard.
Le 23 mars 2014, Franck Reynier l'emporte dès le premier tour des municipales à Montélimar avec 51,95 % des suffrages exprimés, à la tête d'une seule liste de droite face à la liste socialiste de Joann Matti (29,99 %) et la liste Front national de Julien Rochedy (18,04 %). Il est ainsi réélu maire par le conseil municipal.
Le 17 janvier 2018 est publié un article dans le journal satirique Le Canard enchainé, dans lequel sont relayées des suspicions sur le financement des travaux de la piscine de la résidence principale de Franck Reynier. Une plainte avec constitution de partie civile est déposée contre la maire pour trafic d’influence ou corruption, et aussi pour prise illégale d’intérêts, à la suite de ces révélations.
En juillet 2020, il cède son mandat de maire à Julien Cornillet après avoir été battu aux élections municipales.

### Président de Montélimar-Agglomération
De 2001 à 2020, Franck Reynier est Président de la communauté d'agglomération de Montélimar.
En juillet 2019, Franck Reynier décide de résilier le contrat de concession de l'Envol et d'indemniser l'aménageur SODEC. Le 1er juillet 2019, le conseil communautaire approuve la conclusion d'un protocole transactionnel qui prévoit d'indemniser l'aménageur SODEC à hauteur d'une somme de 1,1 million d'euros. 
Le Préfet attaque le protocole transactionnel devant le juge des référés du Tribunal administratif de Grenoble. Fin juillet 2019, le Tribunal administratif suspend l'exécution du protocole transactionnel pour défaut d'information des conseillers communautaires (absence de production des factures de la société SODEC). Concernant les factures, Franck Reynier a notamment déclaré : "Je ne pouvais pas les fournir au moment de la délibération car je ne les avais pas". 
Le 9 septembre 2019, le protocole transactionnel est une nouvelle fois approuvé par le conseil communautaire. 
Fin octobre 2019, la Députée Alice Thourot et trois conseillers communautaires forment un recours au fond contre ce second protocole transactionnel.
En 2020 il est remplacé par Julien Cornillet à la présidence de Montélimar-Agglomération à la suite des élections municipales.

### Député de la Drôme
Candidat en 2002 face à Éric Besson, il fait de nouveau acte de candidature lors des élections législatives de 2007. Arrivé en tête du premier tour, Franck Reynier est élu député UMP de la 2e circonscription de la Drôme la semaine suivante, avec 53 % des voix.
Candidat de l'UDI et de l'UMP en juin 2012, il est réélu député de la deuxième circonscription au terme des élections législatives de 2012.
Candidat de l'UDI et de LR en juin 2017, alors qu'il brigue un troisième mandat, il est éliminé dès le premier tour et termine troisième en recevant 15,17 % des voix. Derrière la candidate  La République en marche !  Alice Thourot (34,94 %); et la candidate du Front national Laure Pellier (19,29 %).

### Engagement politique
Après avoir été Président départemental puis régional du Parti Radical Valoisien, Franck Reynier est nommé Vice-Président du mouvement à l'échelle nationale.
En 2013, il est élu Président départemental de l'UDI Drôme, réélu en mai 2016.
En octobre 2014, Jean-Christophe Lagarde le nomme délégué général de l'UDI,.

## Synthèse des mandats
- 1995 - 2001 : membre du conseil municipal de Montélimar, fonction de adjoint au maire.
- 2001 - 2020 : maire de Montélimar, réélu en 2008 et en 2014, battu en 2020 au second tour.
- 2001 - 2014 : président de la communauté de communes Montélimar-Sésame, réélu en 2008.
- 2014 - 2020 : président de Montélimar-Agglomération.
- 2007 - 2017 : député de la 2e circonscription de la Drôme, réélu en 2012.